# Мій найкращий друг (фільм, 2006)
«Мій найкращий друг» (фр. Mon meilleur ami) — французька драматична кінокомедія режисера Патріса Леконта, що вийшла в 2006 році.

## Сюжет
Торгівець антикваріатом Франсуа Кост (Данієль Отей) цілковито зосереджений на комерції. У нього нема друзів, а з дружиною він розлучився. Одного разу він побився об заклад зі своєю спільницею Катериною (Жюлі Гає), що познайомить її зі своїм найкращим товаришем. Оскільки Катерина впевнена, що Франсуа друзів не має, вона закладається з ним на цінну античну вазу. Франсуа починає гарячковий пошук товариша серед знайомих у торгівлі, пізніше йому здається що це міг би бути однокласник зі школи. Але ніхто не виявляє дружніх почуттів до нього. Нарешті він випадково знайомиться з одиноким Бруно (Дені Бун). Чи вдасться їм потоваришувати?

## Ролі виконують
- Данієль Отей — Франсуа Кост
- Дені Бун — Бруно
- Жулі Гає[fr] — Катерина, співробітниця Франсуа
- Жулі Дюран[fr] — Луїза Кост, дочка Франсуа
- Марі Піє — пані Бульє, мати Бруно
- Жак Мату — пан Бульє, батько Бруно
- Елізабет Буржін — Юлія

## Нагороди
- 2007 Міжнародний гран-прі за дублювання (Gran Premio Internazionale del Doppiaggio) (Італія):
  - премія глядачів за найкраще дублювання ролі Данієля Отея — Роберто Педічіні[it][1]
- 2008 Нагорода «Фільми для дорослих» (The Movies for Grownups Awards) Американської асоціації пенсіонерів[en] (American Association of Retired Persons):
  - за найкращий іноземний фільм
- 2008 Премія «Золотий трейлер»:
  - найкращий трейлер до іноземної кінокомедії